# The Sword
The Sword — американський метал-гурт з Остіна, утворений у 2003 році, що грає в жанрі хеві-, дум-та стоунер-метал.
Спочатку група підписала контракт із незалежним лейблом Kemado Records. Дебютний альбом Age of Winters вийшов у 2006 році і був значною мірою написаний Кронайзом ще до створення гурту. Наступний альбом Gods of the Earth, був випущений через 2 роки, і з ним гурт вперше потрапила в американський Billboard 200.
У 2010 році гурт випустив концептуальний альбом Warp Riders, в основі якого науково-фантастичний сюжет. Перший барабанщик Тріветт Вінго цього ж року покинув гурт. Деякий час його заміняв Кевін Фендер, доки у 2011 році не прийшов Вела. Після виходу з Kemado і підписання контракту з Razor & Tie на початку 2012 року гурт випустив свій четвертий альбом Apocryphon. Вихід альбому було підтримано світовим турне Apocryphon Tour.
The Sword зазвичай категоризують як дум-метал або стоунер-метал гурт, а серед колективів, що сильно вплинули на їхню музику, називають Black Sabbath і Sleep. Перший альбом Age of Winters не потрапив у чарти, проте комерційний успіх гурту підвищувався з кожним релізом. Apocryphon потрапив до кращої двадцятки чарту Billboard 200 і до п'ятірки кількох інших.

## Учасники групи
Поточний склад
- Джон «Джей Ді» Кронайз (англ. John «J. D.» Cronise) — вокал, гітара (2003 - дотепер)
- Кайл Шатт (англ. Kyle Shutt) — гітара (2003 - дотепер)
- Браян Річі (англ. Bryan Richie) — бас, синтезатор (2004 - дотепер)
- Сантьяго «Джиммі» Вела ІІІ (англ. Santiago «Jimmy» Vela III) — ударні (2011 - дотепер)

Колишні учасники
- Триветт Вінго (англ. Trivett Wingo) — барабани (2003-2010)

Концертні учасники
- Кевін Фендер (англ. Kevin Fender) — барабани (2010-2011)

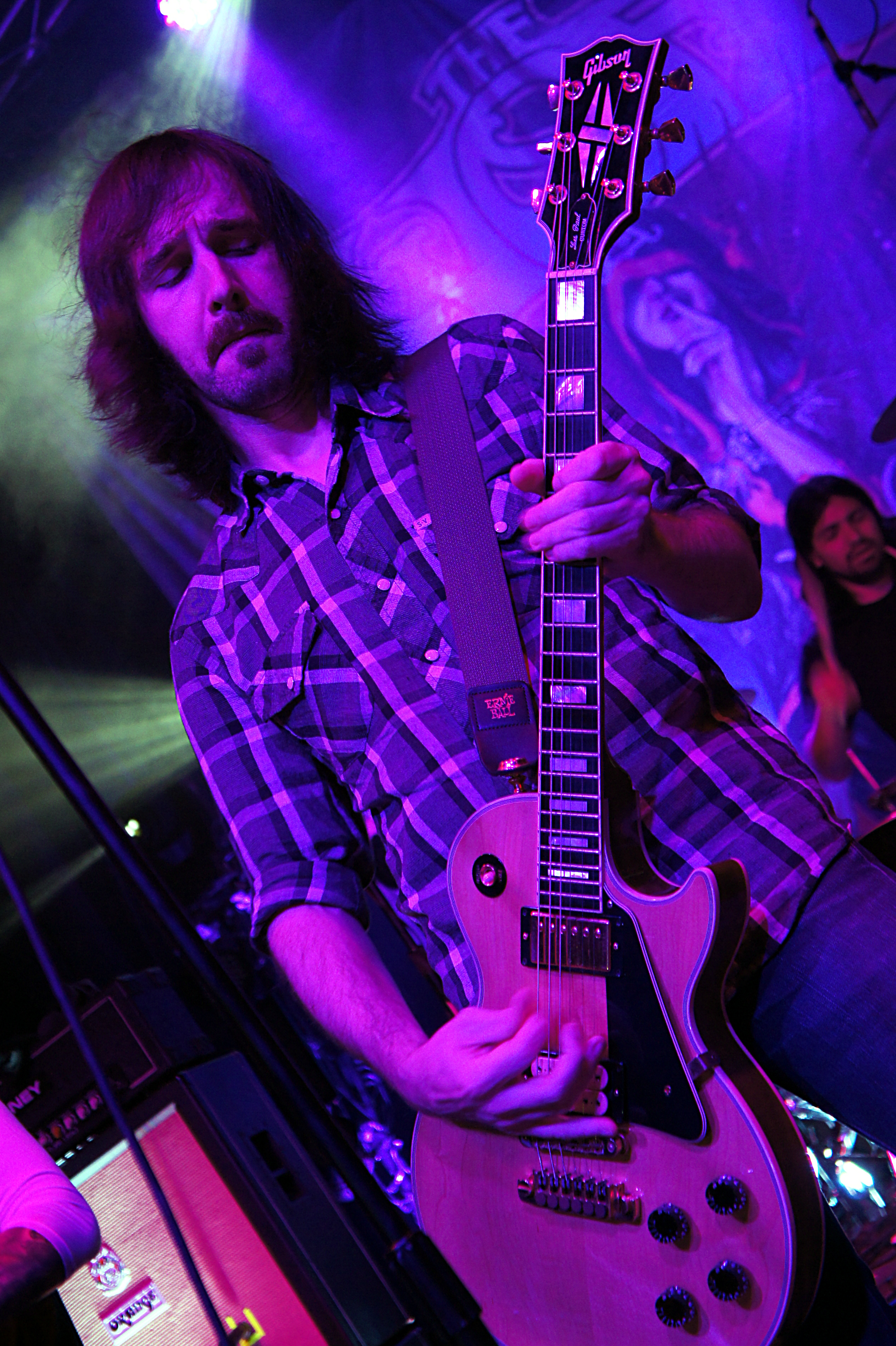
Джей Ді Кронайз
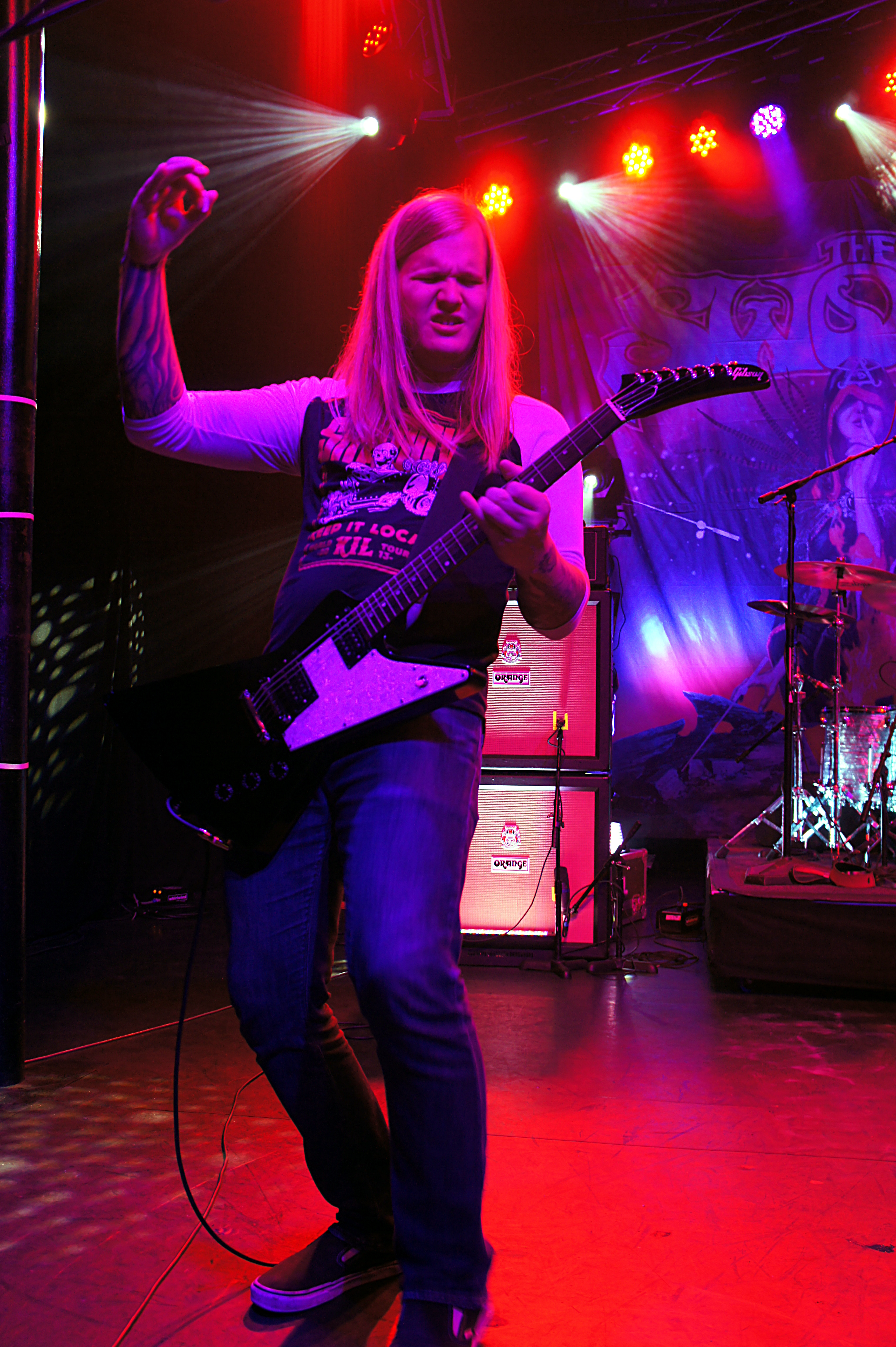
Кайл Шатт
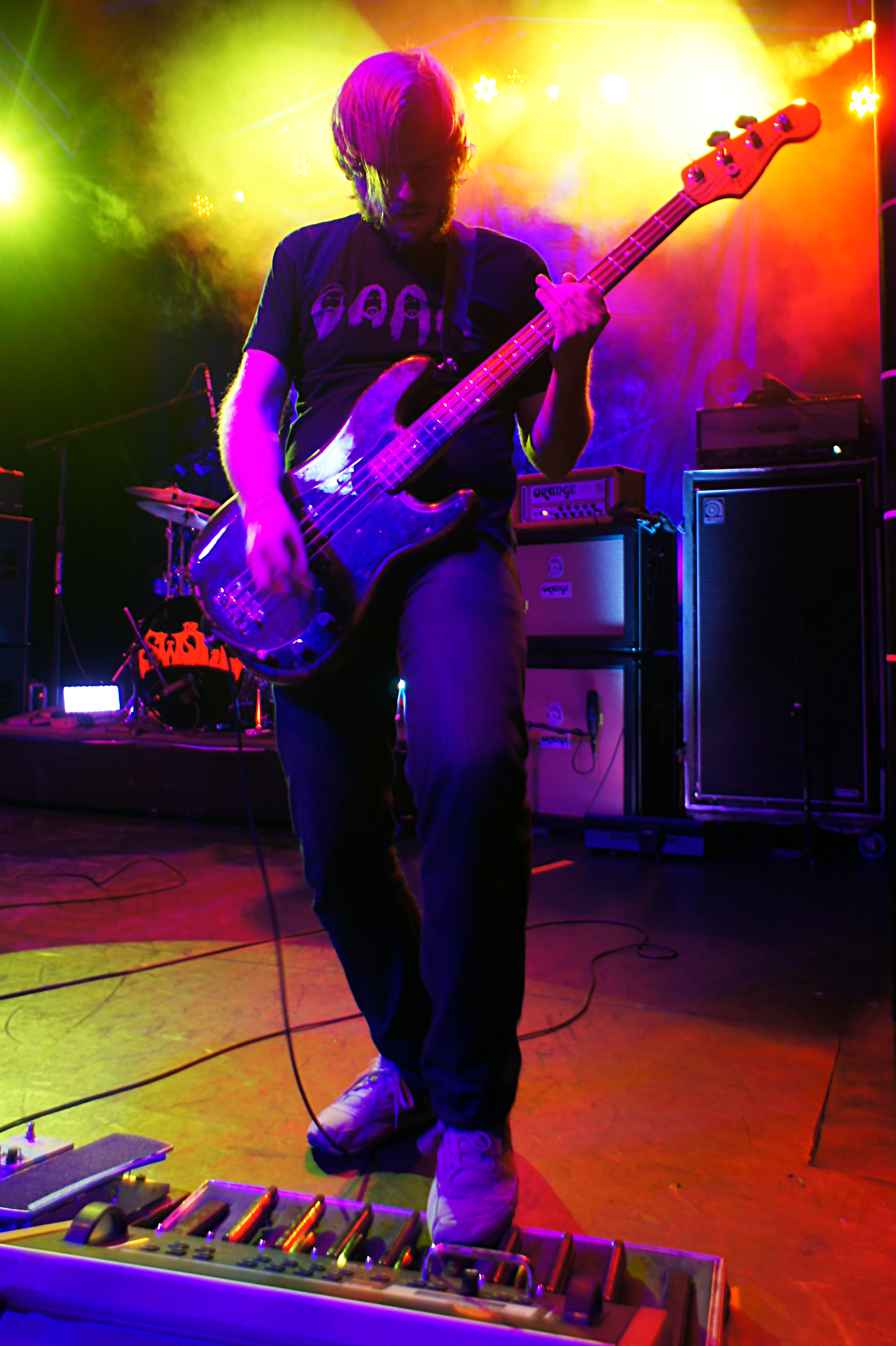
Браян Річі
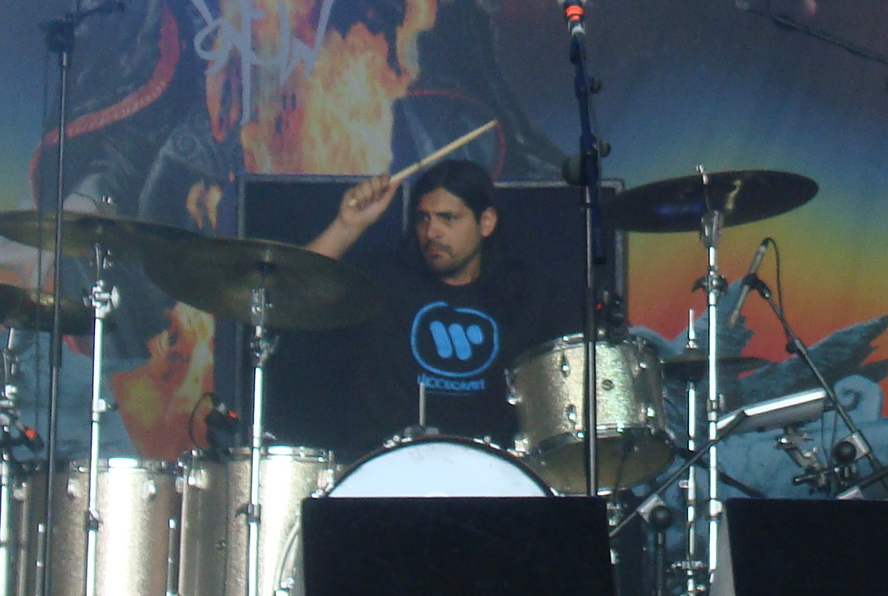
Джиммі Вела

## Дискографія
- 2006 - Age of Winters
- 2008 - Gods of the Earth
- 2010 - Warp Riders
- 2012 - Apocryphon
- 2015 - High Country
- 2016 - Low Country
- 2018 - Used Future